# Bengt Follén
Bengt Follén, född 6 oktober 1702 i Skällviks församling, Östergötlands län, död 27 mars 1778 i Tåby församling, Östergötlands län, var en svensk präst.

## Biografi
Bengt Follén föddes 1702 på Korsnäs i Skällviks församling. Han var son till kyrkoherden Gunnarus Follenius och Maria Bengtsdotter Askebom i Svinstads församling. Follén blev höstterminen 1720 student vid Uppsala universitet och prästvigdes 7 april 1725. Han blev 1727 komminister i Kaga församling och 1742 kyrkoherde i Tåby församling. Follén avled 1778 i Tåby församling.

### Familj
Follén gifte sig första gången 7 november 1725 med Annica Finelius (1712–1762). Hon var dotter till kyrkoherden i Västra Stenby församling. De fick tillsammans barnen Brigitta Christina Follén (1729–1789) som var gift med provincialschäfer Peter Neader i Östergötland, färgaren Anders Wejdblom i Söderköping, inspektoren Adam Lindgren i Dagsbergs församling och kamreren Carl Fredric Wikstrand i Furingstads församling, Gunnar Follén (1731–1731), Jonas Follén (1735–1735) och Eva Maria Follén (1739–1740).
Follén gifte sig andra gången 2 februari 1763 med Margareta Brigitta Widinghoff (född 1724). Efter Folléns död gifte hon om sig med inspektoren Hans Magnus Linde i Östra Hargs församling.